# Орландо Сити (2010—2014)
«Орла́ндо Си́ти» (англ. Orlando City SC) — бывший американский профессиональный футбольный клуб города Орландо, штат Флорида. Выступал в USL Pro, третьей по уровню футбольной лиге США, с 2011 по 2014 годы. В 2015 году в MLS вступила новая франшиза «Орландо Сити», принадлежащая владельцам прежнего клуба.

## История
4 мая 2010 года было объявлено, что команда Национальной лиги лакросса «Орландо Тайтенс» приобрела франшизу лиги USL First Division, выступление её начнётся с 2011 года.
В октябре 2010 года британский консорциум во главе с Филом Ролинзом, владельцы клуба «Остин Ацтекс», выкупили франшизу. 25 октября был подтверждён переезд «Остин Ацтекс» в Орландо. С 2011 года клуб, получивший название «Орландо Сити», должен быть начать выступление в новообразованной лиге USL Pro, главный тренер Эдриан Хит сохранил свой пост.
«Орландо Сити» открыл свой первый сезон 2 апреля 2011 года матчем против «Ричмонд Кикерс» в гостях, проигранным со счётом 2:0. Свою первую победу клуб одержал 9 апреля, в домашних стенах был обыгран ФК «Нью-Йорк» со счётом 2:0, автором обоих голов стал Максвелл Гриффин. Клуб выиграл регулярный чемпионат USL Pro сезона 2011, набрав 51 очко в Американском дивизионе. 3 сентября в матче за чемпионский титул USL Pro 2011 «Орландо Сити» встретился с «Харрисберг Сити Айлендерс». Основное время матча закончилось ничьей 1:1, дополнительное — ничьей 2:2, и только в серии послематчевых пенальти оказавшись сильнее — 3:2, «Орландо Сити» овладел титулом чемпиона.
В 2012 году «Орландо Сити» вновь отпраздновал победу в регулярном сезоне, но выбыл из плей-офф в полуфинале, неожиданно проиграв «Уилмингтон Хаммерхэдс» со счётом 3:4.
23 января 2013 года «Орландо Сити» заключил двухлетнее соглашение об аффилиации с клубом MLS «Спортинг Канзас-Сити».
В феврале 2013 года к группе инвесторов клуба присоединился бразильский предприниматель Флавио Аугусто да Силва, ставший мажоритарным владельцем.
В регулярном первенстве сезона 2013 года в USL Pro «львы» заняли второе место. Плей-офф они завершили победой в финале над «Шарлотт Иглз» со счётом 7:4, таким образом завоевав второй чемпионский титул за 3 года.
В сезоне 2014, заключительном для «Орландо Сити» в USL Pro, клуб выиграл свой третий Кубок комиссионера, вручаемый за победу в регулярном чемпионате, но в турнире плей-офф неожиданно уступил в четвертьфинале «Харрисберг Сити Айлендерс».
О намерении присоединиться к MLS в течение следующих нескольких лет владельцы клуба объявили 25 октября 2010 года вместе с объявлением о переезде в Орландо. 19 ноября 2013 года MLS представила «Орландо Сити» в качестве новой франшизы лиги, чьё выступление начнётся с 2015 года. 3 июня 2014 года было объявлено, что франшиза USL Pro переедет в Луисвилл, где с 2015 года начнёт выступать под названием «Луисвилл Сити».

## Стадион
В 2011—2013 годы «Орландо Сити» проводил домашние матчи на «Флорида Ситрус Боул Стэдиум» вместимостью около 70 тыс. человек.
Из-за реконструкции «Ситрус Боул Стэдиум» в сезоне 2014 года клуб играл на «И Эс Пи Эн Уайд Уорлд оф Спортс Комплекс» в Лейк-Буэна-Висте.

## Последний состав
Источник: Список игроков на официальном сайте клуба. Архивировано 20 марта 2014 года.

| №  |                 | Поз. | Имя               | Год рождения |
| -- | --------------- | ---- | ----------------- | ------------ |
| 1  | Флаг Мексики    | Вр   | Мигель Гальярдо   | 1984         |
| 2  | Флаг США        | Защ  | Тайлер Тёрнер     | 1996         |
| 3  | Флаг США        | Защ  | Брэд Расин        | 1986         |
| 4  | Флаг США        | Защ  | Томми Реддинг     | 1997         |
| 5  | Флаг Португалии | Защ  | Рафаэл Рамуш      | 1995         |
| 6  | Флаг Уэльса     | ПЗ   | Энтони Пьюлис     | 1984         |
| 7  | Флаг США        | Защ  | Брайан Бёрк       | 1989         |
| 8  | Флаг Сенегала   | ПЗ   | Адама Мбенг       | 1993         |
| 9  | Флаг США        | Нап  | Джузеппе Джентиле | 1992         |
| 11 | Флаг США        | Нап  | Кори Хертцог      | 1990         |
| 12 | Флаг Англии     | ПЗ   | Харрисон Хит      | 1996         |
| 13 | Флаг США        | ПЗ   | Остин да Лус      | 1987         |

| №  |                               | Поз. | Имя               | Год рождения |
| -- | ----------------------------- | ---- | ----------------- | ------------ |
| 14 | Флаг Англии                   | Защ  | Люк Боден         | 1988         |
| 15 | Флаг Ямайки                   | Нап  | Деннис Чин        | 1987         |
| 16 | Флаг США                      | ПЗ   | Эйдон Куинн       | 1992         |
| 17 | Флаг Сальвадора               | ПЗ   | Дарвин Серен      | 1989         |
| 18 | Флаг Тринидада и Тобаго       | ПЗ   | Кевин Молино      | 1990         |
| 19 | Флаг Гаити                    | Защ  | Битьело Жан Жак   | 1990         |
| 21 | Флаг США                      | Вр   | Карл Возински     | 1988         |
| 22 | Флаг США                      | Защ  | Роб Валентино     | 1985         |
| 23 | Флаг США                      | Защ  | Джастин Кларк     | 1988         |
| 24 | Флаг Анголы                   | ПЗ   | Эштрела           | 1995         |
| 25 | Флаг США                      | ПЗ   | Иэн Кристиансон 1 | 1991         |
| 26 | Флаг Доминиканской Республики | Вр   | Рафаэль Диас      | 1991         |

1) в аренде из «Нью-Йорк Ред Буллз»

## Список тренеров
- Эдриан Хит (2011—2014)

## Статистика выступлений
| Сезон | Дивизион | Лига    | Регулярный чемпионат | Плей-офф      | Кубок США     | Средняя посещаемость (регулярный чемпионат) | Средняя посещаемость (плей-офф) |
| ----- | -------- | ------- | -------------------- | ------------- | ------------- | ------------------------------------------- | ------------------------------- |
| 2011  | 3        | USL Pro | 1-е место            | Чемпион       | 3-й раунд     | 5 265                                       | 9 043                           |
| 2012  | 3        | USL Pro | 1-е место            | Полуфинал     | 3-й раунд     | 6 606                                       | 7 887                           |
| 2013  | 3        | USL Pro | 2-е место            | Чемпион       | Четвертьфинал | 8 053                                       | 12 761                          |
| 2014  | 3        | USL Pro | 1-е место            | Четвертьфинал | 4-й раунд     | 4 743                                       | 4 855                           |